# História de Niterói

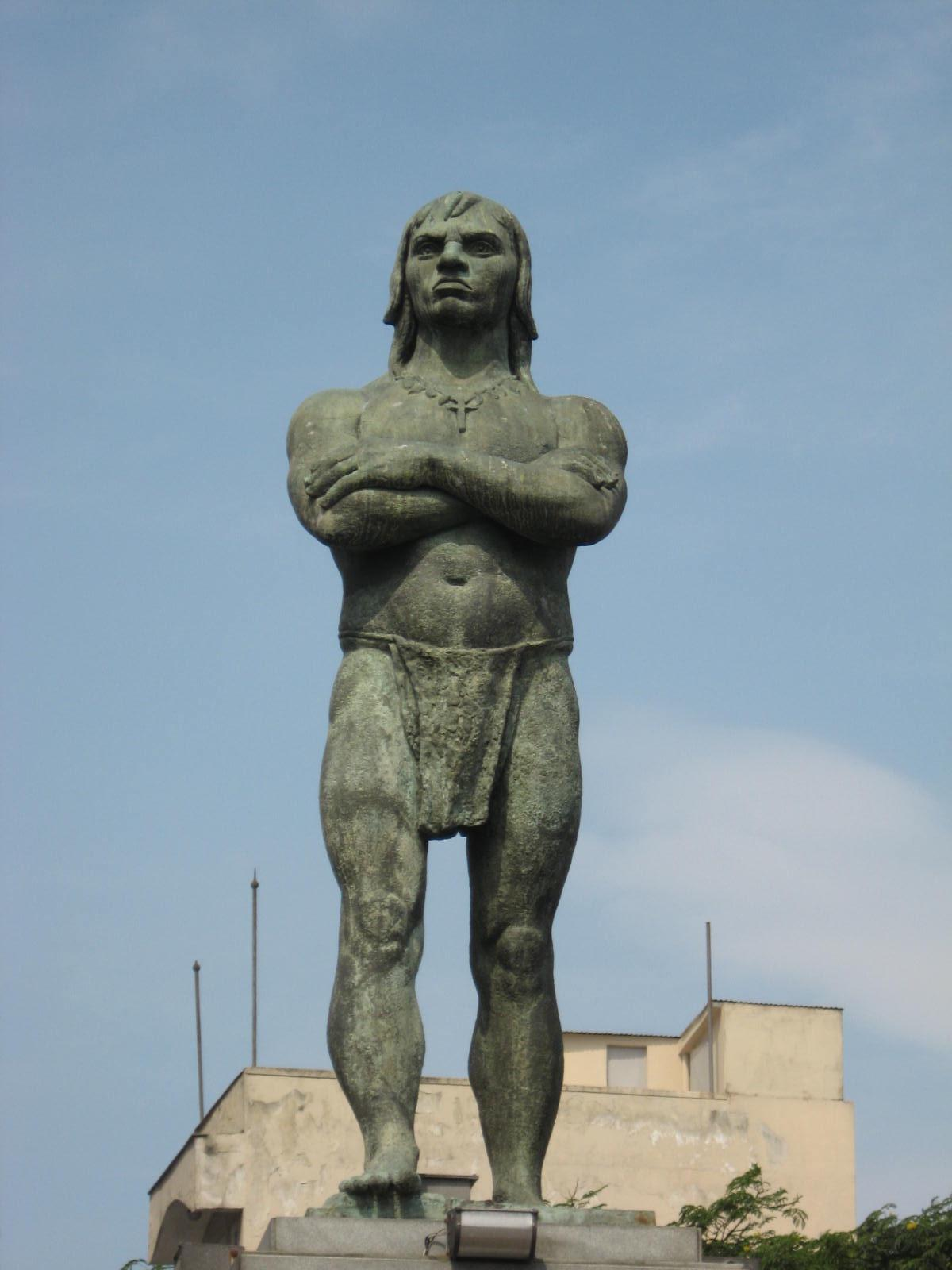
Estátua Arariboia, o fundador da cidade, no Centro de Niterói.

Niterói é um município do estado do Rio de Janeiro, no Brasil. Sua população é de aproximadamente 476 000 habitantes e sua área é de 131,8 km². A qualidade de vida no município está entre as mais elevadas do país (terceiro lugar dentre 5 600 municípios em 2000), de acordo com os padrões da Organização das Nações Unidas.

## Ocupação indígena
O atual território brasileiro já era habitado desde pelo menos 10000 a.C. por povos provenientes de outros continentes (possivelmente, da Ásia e da Oceania). Por volta do ano 1000, a maior parte do litoral brasileiro, inclusive a região da atual cidade de Niterói, foi invadida por povos tupis procedentes da Amazônia que expulsaram as tribos locais tapuias para o interior do continente.

## Século XVI

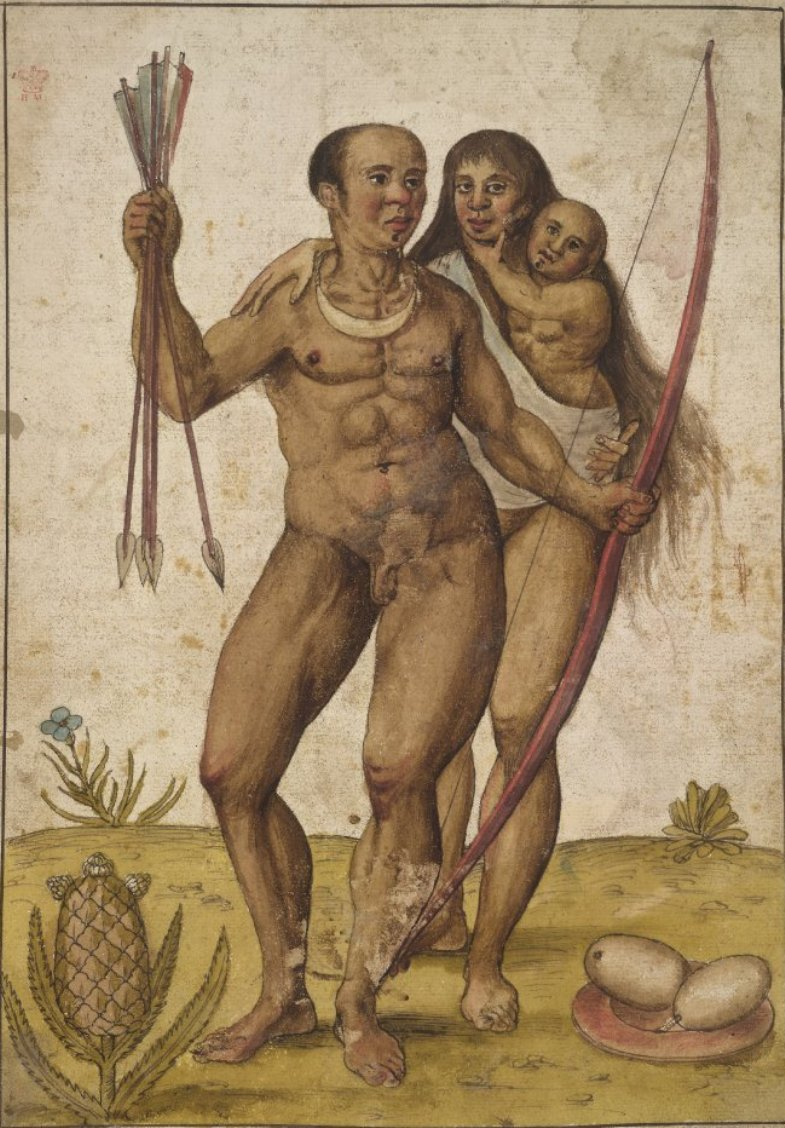
Gravura de John White retratando família de índios tupinambás (também chamados tamoios), a etnia indígena que ocupava a região de Niterói na época da chegada dos primeiros europeus, no século XVI.

No ano de 1555, o navegador francês Villegagnon instituiu a colônia francesa da França Antártica na atual ilha de Villegagnon, na Baía de Guanabara. A região da baía era evitada pelos portugueses por causa da resistência dos nativos locais, os tamoios. Villegagnon convenceu a Corte Francesa das vantagens de se manter uma colônia permanente no local, de onde a França poderia tentar o controle de comércio com as Índias. Villegagnon planejava construir, no continente, a cidade de Henriville, em homenagem ao rei Henrique IV de França. O comércio com as Índias dava-se de maneira regular e próspera, tornando a Coroa Francesa confiante no sucesso de sua colônia no Brasil. Villegagnon recorreu ao rei francês e pediu um reforço de 4 000 homens e centenas de mulheres para os franceses se casarem. O soberano decidiu, então, enviar a Henriville um grupo grande de calvinistas, de forma a amenizar os conflitos religiosos que aconteciam naquela época na França.

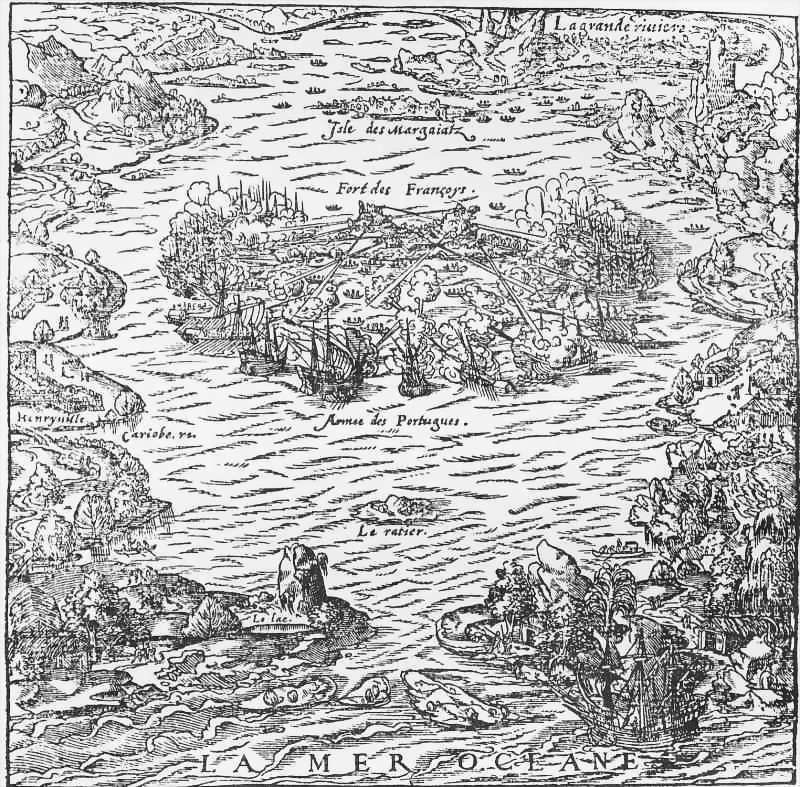
Gravura representando o ataque português à ilha de Villegagnon por Mem de Sá

Passado algum tempo, os calvinistas regressaram à França e Villegagnon passou a poder contar com apenas oitenta homens. Diante das acusações de perseguição aos calvinistas e má administração, o navegador francês teve de voltar à França para explicar-se, deixando, em seu lugar, Bois-le-Compte, seu sobrinho. Aproveitando-se da ausência de Villegagnon, Mem de Sá, governador-geral do Brasil, resolveu invadir a Guanabara e tomar posse da região, no ano de 1560. Com uma expulsão quase que total dos franceses de Henriville, o interior da atual Niterói foi ocupado rapidamente pelos fugitivos. Assim, Estácio de Sá, sobrinho de Mem de Sá, que continuara com o comando da guerra, recorreu à ajuda do cacique temiminó Arariboia (nome tupi que significa "cobra-papagaio"). 
Arariboia havia sido expulso pelos tamoios de sua terra natal, a ilha de Paranapuã (a atual Ilha do Governador, na Baía de Guanabara), o que o fez a aceitar o pedido do governador Vasco Fernandes Coutinho de migrar com a sua tribo para a Capitania do Espírito Santo, com a esperança de reconquistar a ilha-mãe. Na época em que Arariboia estava com sua tribo na Capitania do Espírito Santo, ajudou a expulsar os holandeses da região.[carece de fontes?]
Com o fim da guerra, em 1567, Arariboia recebeu o nome cristão de "Martim Afonso". Mas Estácio de Sá resolveu ocupar a ilha de Paranapuã, tornando-a a Ilha do Governador. Para manter a segurança na Baía de Guanabara, Estácio de Sá insistiu a Arariboia para não voltar para o Espírito Santo e o concedeu-lhe o poder de escolher qualquer uma das regiões da Guanabara para viver. Sem titubear, o cacique tupi apontou para o outro lado da baía e disse que queria aquela região de "águas escondidas", que, em tupi, é "Niterói"[carece de fontes?]. O local eram conhecido como "Band’Além" e foi para lá que Arariboia levou sua tribo, para a vila de "São Lourenço do Índios". O Dicionário Aurélio relata que a região onde foi fundada a cidade era habitada, na época, pelos índios cariis. Como monumento de fundação, foi construída a Igreja de São Lourenço dos Índios, até hoje considerada como marco histórico da cidade.

## Séculos XVII e XVIII

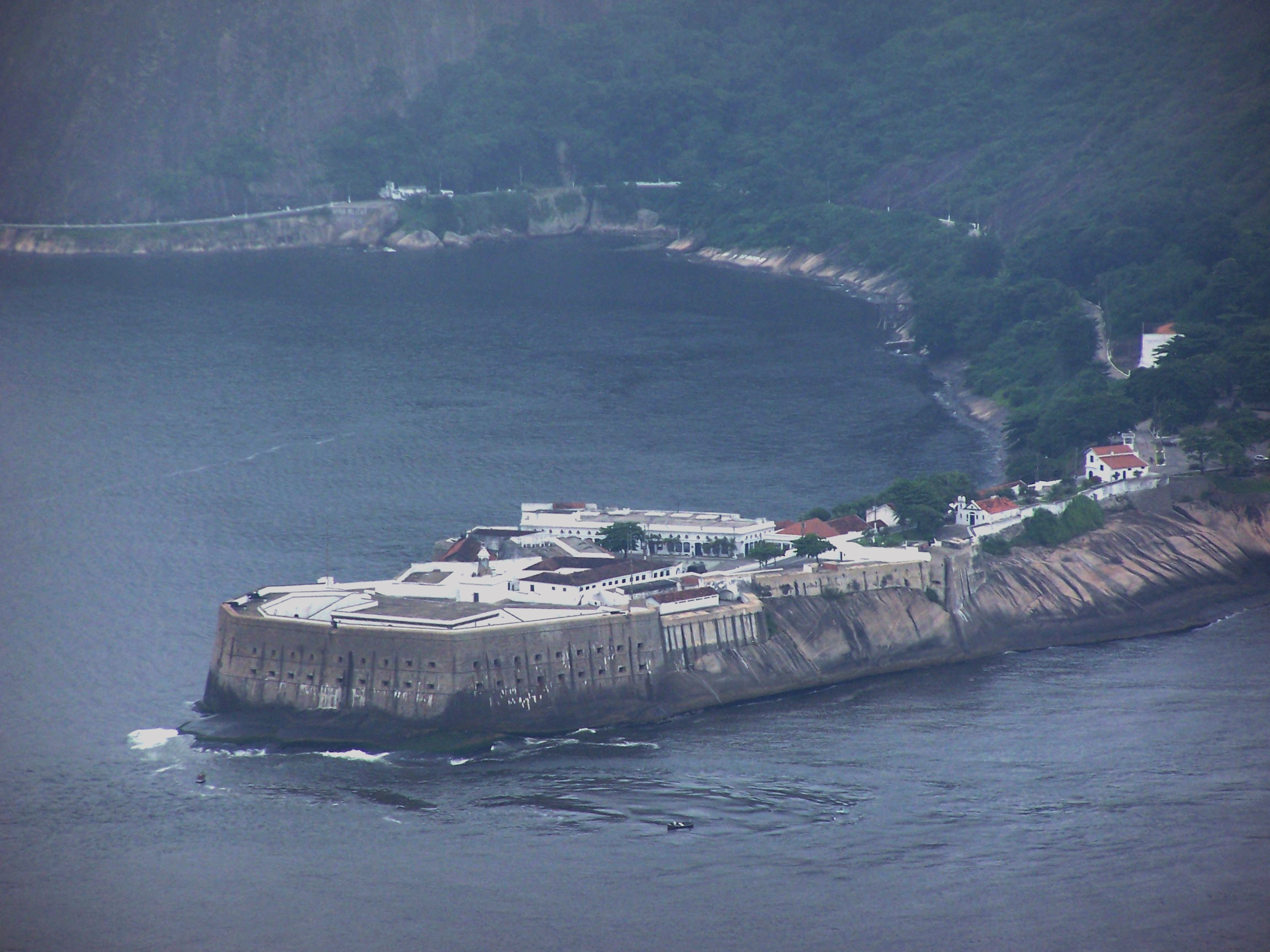
Fortaleza de Santa Cruz

Nesses dois séculos, de 1600 até 1800, Niterói se manteve numa grande linha de estabilidade. A Vila Real da Praia Grande esteve centralizada no atual Centro, abrangendo uma área que hoje corresponde ao Centro, ao Bairro de Fátima, ao bairro de São Lourenço e a Gragoatá.
Além dessa pequena região, os niteroienses construíram a Fortaleza de Santa Cruz, a primeira fortificação erguida em volta da Baía da Guanabara, no ano de 1555. A fortaleza recebeu melhorias ao longo do tempo, como a ampliação para o interior do morro e o aumento do número de prisões e canhões.

## Século XIX
As atividades navais foram responsáveis pelo progresso da aldeia, com o crescimento do comércio de peixes e a construção de armações para o esquartejamento e a industrialização da carne de baleias. A aldeia adquiriu importância até tornar-se a Vila Real da Praia Grande em 1819, quando foi reconhecida pelo Reino de Portugal, naquela época com capital na cidade do Rio de Janeiro, no outro lado da Baía de Guanabara. Nesta época, a cidade baseava-se onde hoje é o Centro, e pequena parte de seu litoral era habitada por pequenos grupos pesqueiros.
A primeira eleição de vereadores e juiz de paz aconteceu em 11 de janeiro de 1829. Com base na então nova lei orgânica, a câmara foi constituída com sete vereadores, tendo, como presidente, Marcolino Antonio Leite, o vereador mais votado. No ano de 1834, a cidade do Rio de Janeiro, então a capital da Província do Rio de Janeiro, separou-se dessa província para constituir o Município Neutro, sede do Império Brasileiro. Um Ato Adicional realizado no mesmo ano determinou a nomeação da Vila Real da Praia Grande como nova capital da província do Rio de Janeiro.

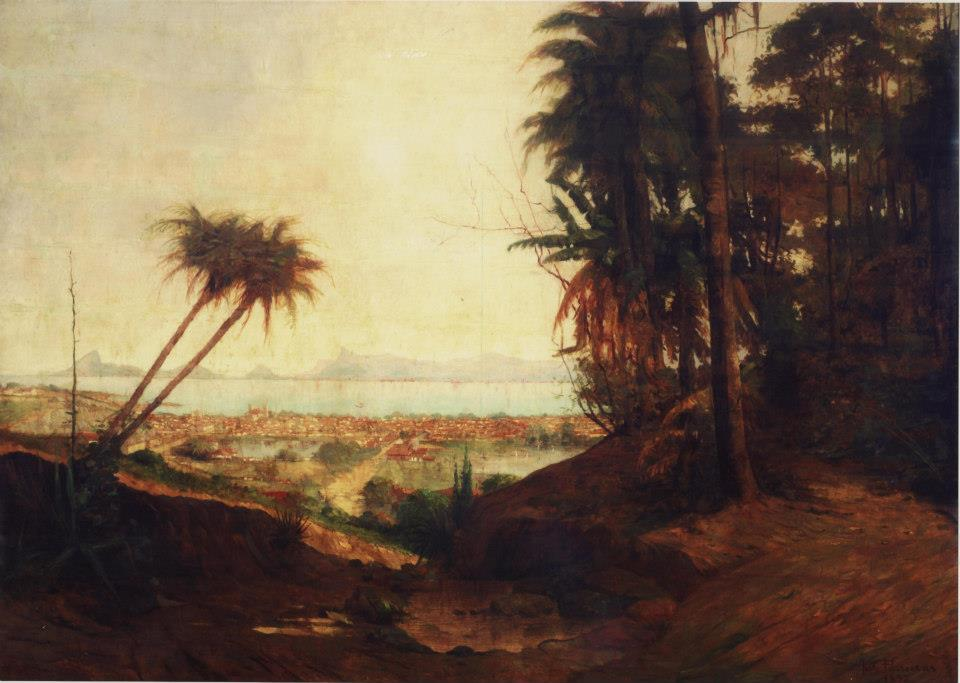
Niterói no século XIX.

No ano seguinte, 1835, a vila Real da Praia Grande passou a se chamar Nictcheroy, palavra de origem tupi que significa "rio verdadeiro frio" ('y, rio + eté, verdadeiro + ro'y, frio) e que, segundo o cronista alemão Hans Staden (c. 1525 - c. 1579), era o nome pelo qual os índios designavam a região atualmente ocupada pela cidade do Rio de Janeiro por volta do ano 1555.
A condição de capital trouxe uma série de desenvolvimentos urbanos, como a barca a vapor, iluminação pública a óleo de baleia, lampiões a gás, abastecimento de água e novos meios de transporte (bondes elétricos, estradas de ferro, companhia de navegação) para ligar a cidade ao interior da província. Nove anos depois, o imperador dom Pedro I concedeu, à cidade de Niterói, o título de Imperial Cidade. A nomeação era dada a alguns centros urbanos mais importantes no Brasil do período imperial, conferindo-lhes certa autonomia e poder regional.
No final do século XIX, por volta de 1885, foram fundados alguns sistemas de bonde, o que possibilitou a expansão da cidade ao longo do litoral para lugares como Ponta d'Areia, Icaraí e Itaipu. A Revolta da Armada em 1893 prejudicou as atividades produtivas e forçou a transferência da capital provincial para Petrópolis, bem como levou à fragmentação do  território de Niterói: freguesias próximas passaram a constituir o município de São Gonçalo.

## Século XX

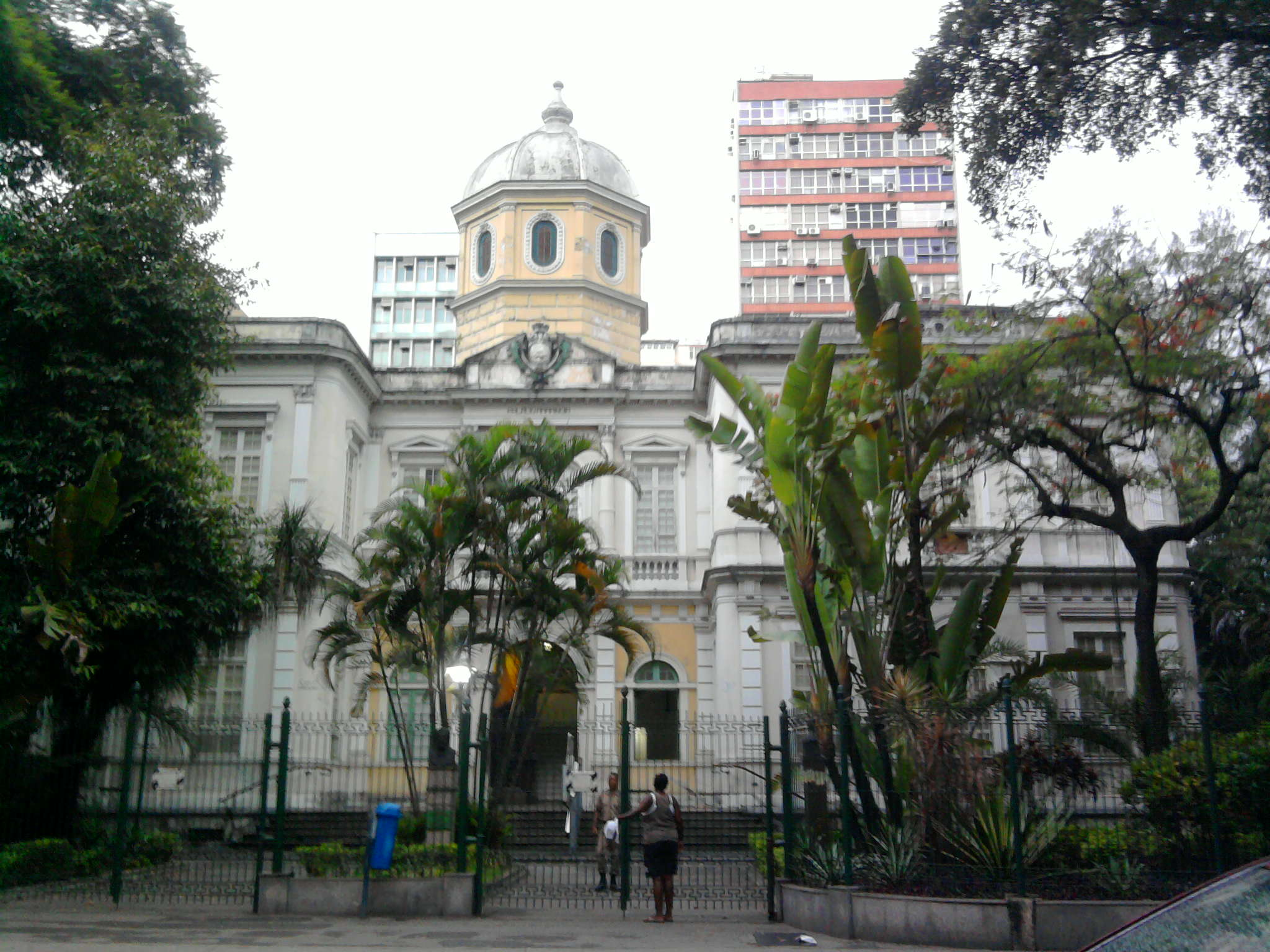
Palácio Arariboia, no Centro de Niteroi, inaugurado em 1910 para sediar a prefeitura da cidade.

Com a amenização da revolta e devido à necessidade da proximidade da capital do agora estado do Rio de Janeiro com o Distrito Federal, em 1903, Niterói voltou a ser a capital do estado do Rio de Janeiro. Isso ocasionou um novo impulso de modernização na cidade, com construção de praças, deques, parques, estação hidroviária e rede de esgotos, além de alargamentos das ruas e avenidas principais.
Alguns prefeitos se destacaram no desenvolvimento da "cidade-sorriso". Entre eles, o primeiro de todos, Paulo Pereira Alves. Defensor do meio ambiente e incentivador do potencial turístico da Região Oceânica, foi idealizador da avenida na Praia de Icaraí. João Pereira Ferraz teve gestão marcada pela urbanização. Feliciano Sodré continuou o trabalho de embelezamento da cidade. Também foi responsável pela implantação da rede de saneamento em alguns bairros. Ernâni do Amaral Peixoto era o prefeito quando houve o aterro de Praia Grande, os parcelamentos de áreas na Região Oceânica e a construção da Avenida Amaral Peixoto.
O Aterro da Praia Grande possibilitou grandes obras de potencial econômico e turístico, como o Caminho Niemeyer, o Terminal Rodoviário João Goulart, o campus da Universidade Federal Fluminense, a Praça JK e a Estação Arariboia.
Mas o maior marco para o crescimento econômico da cidade viria em plena ditadura militar, quando foi inaugurada a Ponte Presidente Costa e Silva, mais conhecida como "Ponte Rio-Niterói", que usou um sistema muito avançado de sustentação, em 1974. Foi o sinal para o redirecionamento de investimentos públicos, da especulação imobiliária, da infraestrutura e ocupação de bairros da Região Oceânica.
Em 1975, Niterói deixou de ser a capital do estado do Rio de Janeiro, por causa da fusão do estado da Guanabara com o estado do Rio de Janeiro. Com a nomeação da cidade do Rio de Janeiro como capital do estado unificado, Niterói se viu em meio de um pequeno freio econômico-social.
Hoje, a cidade apresenta índices de desenvolvimento que a tornam mais do que simples coadjuvante da capital do estado. Referência em setores essenciais como educação, saúde, qualidade de vida e cultura, o município cresce a passos largos, ganhando espaço no cenário nacional.[carece de fontes?]

## Bibliográficas
- FRAGOSO, João Luis Ribeiro. Homens de grossa ventura, acumulação e hierarquina na praça mercantil do Rio de Janeiro (1790/1930). Rio de Janeiro, Arquivo Nacional, 1992
- GRAÇA FILHO,Afonso de Alencastro. A princesa do oeste e o mito da decadência de Minas Gerais: São João del Rei, 1831-1888. Publicado por Annablume, 2002, página 84